# Force publique
 (décembre 2010).
Si vous disposez d'ouvrages ou d'articles de référence ou si vous connaissez des sites web de qualité traitant du thème abordé ici, merci de compléter l'article en donnant les références utiles à sa vérifiabilité et en les liant à la section « Notes et références ».
La Force publique (ou Weermacht en néerlandais) était la force armée exerçant des fonctions de police de l'État indépendant du Congo. Elle conserva son nom et son rôle dans le Congo belge (avec des détachements au Rwanda-Urundi relevés par roulement) puis, après l'accession à l'indépendance, jusqu'à la crise congolaise qui marqua en 1965 le début de la Deuxième République.

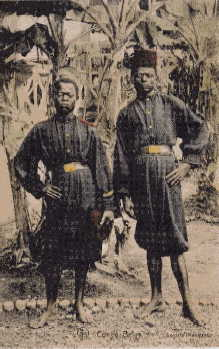
Deux soldats africains de la Force publique avant 1914.

## Les débuts sous l'État indépendant du Congo
La Force publique fut créée le 17 novembre 1885  par Camille Coquilhat lorsque le roi Léopold II de Belgique, qui venait de prendre possession du pays sous le nom d'État indépendant du Congo, commanda à son ministre des Affaires intérieures de créer une force militaire et de police pour l'État. À partir de 1886, Léopold II envoya de nombreux officiers belges détachés pour mettre en place la force militaire annoncée. Pour s'assurer la maîtrise de cette force, le corps des officiers fut composé d'officiers belges mais aussi suédois, danois, et autres européens.

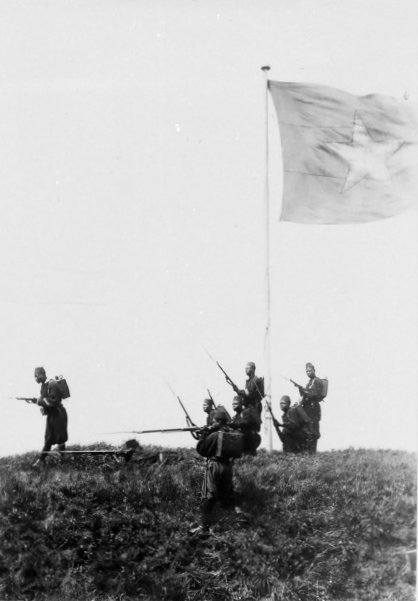
La défense du drapeau par la Force publique. Photo de la Société de Géographie, 1928.

En 1888, les soldats étaient d'origine zanzibarite ou en provenance de zones côtières anciennement colonisées (Libéria, Nigeria…). À partir de 1886, il fut décidé d'essayer de recruter les soldats au Congo et de mettre progressivement un terme à l'emploi de mercenaires étrangers. En 1887, cent Bangalas (tribu guerrière du Nord du Congo) constituèrent une première compagnie opérationnelle. Le recrutement initial (le long du fleuve Congo) des premiers soldats congolais fit que leur principal dialecte, le lingala, devint la langue utilisée par l'encadrement européen pour s'adresser aux sous-officiers et soldats congolais, quel que fût leur dialecte d'origine.
Léopold II acheta aussi des esclaves à Tippu Tipp. Les esclaves, connus dès lors sous le nom de libérés, étaient libérés s’ils acceptaient de s'engager pour quatre ans dans la Force publique. D'autres avaient été kidnappés dans leur enfance lors de raids sur leur village, et élevés dans des missions catholiques où ils recevaient une éducation militaire proche de l'esclavage.[réf. nécessaire]
Pour son organisation, le gouvernement de l'État indépendant du Congo promulgue le 30 juillet 1891, un décret destiné à pourvoir à la création d'une armée nationale. Le recrutement de la Force publique se fait par des engagements volontaires et des levées annuelles de miliciens dans chaque district. La durée du service actif est de cinq ans, les soldats étant ensuite versés pendant deux ans dans la réserve. Les miliciens reçoivent deux tenues de soldats, une solde et sont rassemblés dans des camps d'instruction. En 1897, on comptait sept camps d'instruction regroupant environ 500 miliciens, quelques sous-officiers et un officier : à Zambi, Kinshasa, Bolobo, Irebu, Kasongo, Umangi et Romée.
La Force publique se construit sur base de la défense du territoire et de la lutte contre les marchands d'esclaves. La principale opération fut la guerre qu'elle mena contre les Arabo-Swahilis de l'Est du pays de 1892 à 1894, guerre menée par Francis Dhanis. Louis Napoléon Chaltin occupera par ailleurs l'enclave de Lado en 1897. 
Dans les années 1890, l'effectif de la Force publique prend de l'ampleur et devient une véritable force armée. En 1889, la Force publique comptait ainsi 111 Congolais, en 1891, 1623, en 1894, 5208.  En 1897, la Force publique comptait 14 000 hommes dont 8 000 autochtones provenant des levées annuelles, 4 000 engagés volontaires congolais et 2 000 volontaires africains étrangers. De 1886 à 1908, le corps des officiers était composé de 648 Belges, 112 Italiens, 53 Danois, 47 Suédois, 26 Norvégiens et un plus petit nombre recrutés dans d'autres pays, comme le Royaume-Uni et les États-Unis. 
Sous Léopold II, un des rôles de la FP fut aussi de répondre à la demande des agents de l'État chargés d'assurer la rentabilité économique du territoire[réf. nécessaire], par l'exploitation du caoutchouc et de l'ivoire. Certains de ces agents[Qui ?], pour atteindre les quotas de production fixés, eurent recours au travail forcé et à la chicotte ou fimbo — un fouet fait de lanières de peau d'hippopotame. Tous les Congolais qui ne respectaient pas le règlement colonial pouvaient recevoir de 50 à 100 coups de fouet, nombre qui fut ensuite[Quand ?] baissé à 20.[réf. nécessaire] Les coups pouvaient bien évidemment être mortels.[réf. nécessaire] À la demande de ces agents, la FP prenait des otages, le plus souvent des femmes, afin de forcer leur mari à travailler pour remplir les quotas de production demandés.[réf. nécessaire] Les femmes étaient parfois violées.[réf. nécessaire] Des villages furent incendiés, et les mains des cadavres devaient être coupées et ramenées pour justifier la dépense en munitions.[réf. nécessaire] Lors d'abus, des mains furent coupées à des individus vivants pour justifier des munitions dépensées autrement.[réf. nécessaire]
La Force publique dut faire face à des problèmes de discipline au cours de son histoire. Au cours des premières années, des mutineries de la part des soldats noirs se produisirent (voir notamment révolte des Batetela). Les problèmes d'organisation avec des officiers blancs furent également fréquents. Quelques-uns[Qui ?] utilisèrent en effet plus le pouvoir qui leur était donné sur le territoire pour leur profit personnel que pour servir les intérêts de l'État.[réf. nécessaire] Pour Stanley, le contrôle de certains officiers était le principal problème auquel il fallait faire face.[réf. nécessaire]
Jusqu'à la reprise du pays par le Congo Belge, 23 % des officiers et sous-officiers belges y ayant servi périrent lors de batailles ou de maladie (principale cause de mortalité).

## Le Congo belge

### La reprise
Après la reprise de l'État indépendant du Congo par le gouvernement belge en 1908, la Force publique fut organisée en 21 compagnies distinctes, complétées d'unités d'artillerie et de génie. Chaque compagnie comprenait au moins 4 officiers blancs, 8 sous-officiers congolais et plus de 150 soldats africains.[réf. nécessaire] Ces officiers belges prirent rapidement[Quand ?] la place des Européens de toutes origines qui constituaient le corps des officiers sous l'État indépendant. Les troupes du Katanga étaient constituées en une force autonome de 6 compagnies et une unité cycliste. Les 21 compagnies étaient les suivantes[réf. nécessaire] : Aruwimi, Bangalas, Bas-Congo, Cataractes, Équateur, Ituri, Kasaï, Kwango, lac Léopold II, Lualaba, Lulongo, Makrakas, Makua-Bomokandi, Ponthiérville, Rubi, Ruzizi-Kivu, Stanley Falls, Stanley Pool, Ubangi, Uele-Bili.

### Première Guerre mondiale

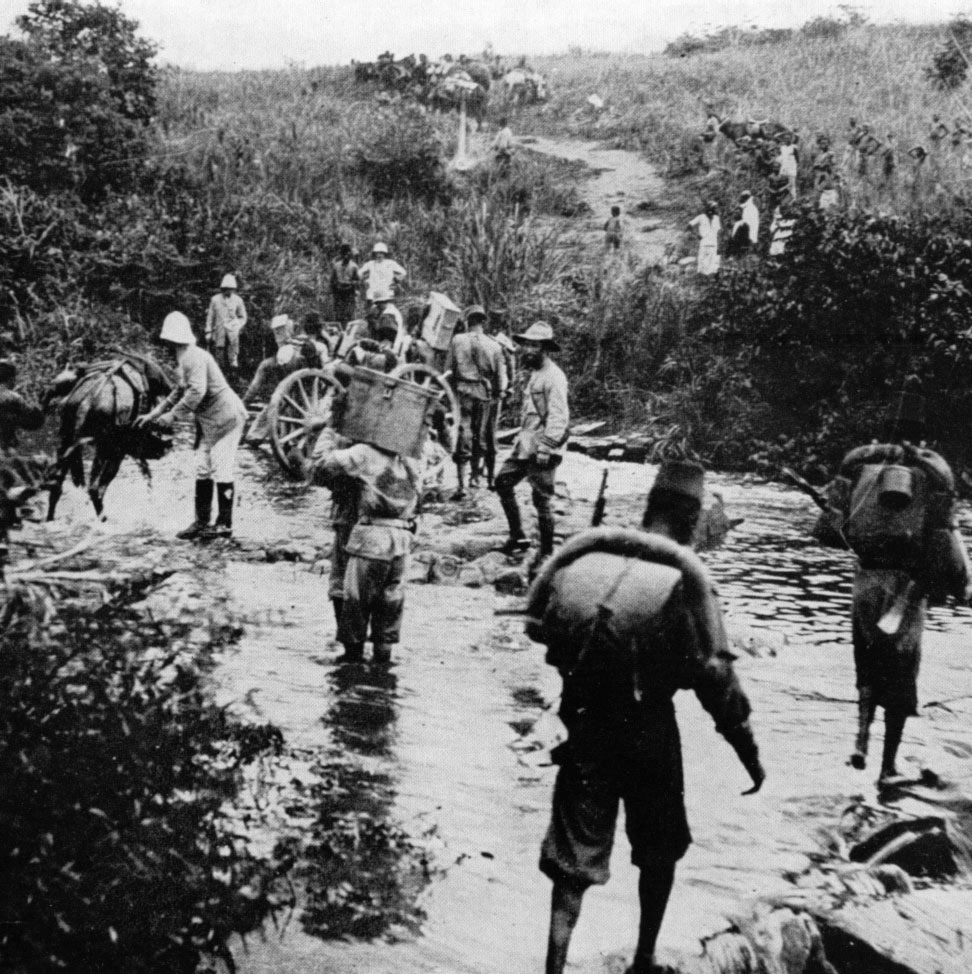
Campagne de 1916-1917 dans l'Est africain.

En 1914, la Force publique, comprenait environ 17 000 soldats, forces katangaises incluses. La plupart servaient en de petites garnisons affectées à un territoire, avec un rôle de police. Seules les unités katangaises étaient organisées en bataillons, avec une fonction militaire première. Des efforts[Quoi ?] furent accomplis afin de remédier aux excès du temps de l'État indépendant[réf. nécessaire], et pour transformer la FP en une force coloniale plus classique, mieux disciplinée.
Leur armement différait quelque peu de celui de l'armée belge. Le fusil Albini-braendlin 11 mm constituait l'arme individuelle. Quelques mitrailleuses Maxim et canons (Nordenfeldt 4,7 cm et Krupp 7,5 cm) appuyaient l'infanterie. Les soldats continuèrent de porter un uniforme bleu avec un fez rouge, remplacés par un uniforme kaki pour la période 1915-17. L'enrôlement annuel était basé sur un système de quota de recrues (volontaires ou non) fixé par district, les non-volontaires étant désignés d'office par les chefs des villages. Il était d'une durée de 7 années.
Au cours de la Première Guerre mondiale, des unités renforcées de la Force publique combattirent l'Empire colonial allemand au Cameroun, au Rwanda, au Burundi, et durant la campagne d'Afrique de l'Est sur le territoire de l'actuelle Tanzanie. Elles remportèrent plusieurs succès militaires (Tabora, Mahengé), apportant une contribution importante à la victoire finale des forces alliées en l'Afrique de l'Est allemande. De 1914 à fin 1917, 58 militaires européens, 1 895 soldats et 7 124 porteurs congolais périrent au combat ou d'épuisement.
D'avril à juillet 1916, une escadrille de l'aviation militaire belge composée de quatre hydravions Short Admiralty type 827, amenés en pièces détachées de Grande-Bretagne, ont pris une part importante dans la campagne contre les positions allemandes du lac Tanganyika : observations aériennes, bombardement du port de Kigoma, mise hors de combat du Graf von Götzen (navire de 1 500 tonnes) et du remorqueur Adjutant.

### Entre-deux-guerres
Après la Première Guerre mondiale, comme spécifié par le Traité de Versailles, l'Allemagne doit céder le contrôle de la partie ouest de l'Afrique orientale allemande à la Belgique. Le 20 octobre 1924, le Ruanda-Urundi (1924–1945), qui comprenait le territoire du Rwanda et Burundi actuels, constituent un territoire attribué par mandat de la Société des Nations à la Belgique qui est chargée de l'administrer, avec Usumbura comme capitale.
Le 10 mai 1919, l'administration coloniale belge promulgue un arrêté royal réorganisant la Force Publique en deux groupes distincts :
- les troupes campées (environ 7500 hommes) chargées de garder la frontière et de protéger la colonie contre les dangers extérieurs, maintenir l'ordre et la sécurité générale. Cette force est à la disposition du gouverneur général du Congo. Les troupes campées sont essentiellement mobiles ;
- les troupes en service territorial (environ 8500 hommes) portent appui à l'administration des territoires. Cette force est à la disposition des vice-gouverneurs de province. Les troupes en service territorial possèdent des campements fixes. Des bataillons de ce dernier groupe sont répartis dans chaque capitale provinciale, tandis que les compagnies sont stationnées dans chaque chef-lieu de district.

Le krach de 1929 et la Grande Dépression qui s'ensuit ont des répercussions importantes au Congo belge, dont l'économie repose en ordre principal sur l'exportation de matières premières. Le général Paul Ermens, commandant en chef de la force publique à qui le gouverneur général Auguste Tilkens demande de faire des économies démissionne. C'est au lieutenant-général Léopold De Koninck que revient cette tâche : il réduit les effectifs militaires et redéploye les troupes sur le territoire de la colonie. L'armée coloniale passe de 16000 à 14000 hommes. S'ensuit une valse des chefs de la Force publique. Les cadres supérieurs sont démotivés, les soldats mal habillés dans les compagnies en service territorial et l'armement n'est que légèrement modernisé. Les pistolets FN 1910, FN 1922 et FN 1935 GP côtoient en 1939 des mitraillettes Thompson et des fusils Mauser 1936. De même, des Browning BAR FN Mle 30 et des Browning 1919 constituent les seules mitrailleuses en service en 1939. À la veille de la Seconde Guerre mondiale, il y a encore pénurie de munitions. 

### Seconde Guerre mondiale
À partir du 15 février 1941, la Force publique fut mobilisée et passa sur « pied de guerre ». Pour étoffer son encadrement européen, un centre d'instruction pour Européens (C.I.E.) fut créé à Luluabourg pour les belges, de 17 à 25 ans, qui s'étaient inscrits volontairement dans la réserve de recrutement de la Force Publique pour la durée de la guerre. De novembre 1941 à fin juin 1945, en quatre sessions annuelles, il forma 150 adjudants, et une centaine d'aspirants pour des unités techniques.

De mars à juillet 1941, des détachements (5 700 hommes, porteurs compris) combattirent avec succès au côté des forces britanniques en Abyssinie italienne sous le commandement du général-major Gilliaert. La 23e D.I. italienne se rendit aux troupes belges et congolaises après les victoires de Bortaï et de Saïo. Sur toute la campagne, la FP fit 15 000 prisonniers dont 9 généraux, 370 officiers, 2 574 sous-officiers et soldats italiens et 3 533 combattants autochtones, le reste étant des porteurs; et cela au prix de 500 décès du côté de la FP.

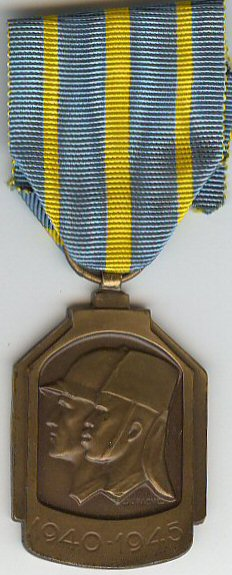
Médaille de la guerre africaine 1940-1945.

Des avions privés furent réquisitionnés ou achetés (De Havilland DH.85 Leopard Moth) pour assurer les liaisons et mener des vols d'observation lors de cette campagne, et constituèrent la base de ce qui sera la composante aérienne de la Force publique. Deux Fokker F.VII/3M de la Sabena furent également réquisitionnés pour l'hôpital volant au Kenya.
D'autre part de jeunes belges furent envoyés dans la force aérienne sud-africaine où ils reçurent une formation de pilote, navigateur ou armurier. 47 pilotes participèrent aux opérations de la SAAF en Afrique du Nord et en Italie. 60 autres pilotes rejoignirent la 349e escadrille, puis plus tard la Royal Air Force en Angleterre.
De février 1942 à février 1943, un corps expéditionnaire de 13 000 hommes (porteurs compris) fut envoyé au Nigeria en vue d'une attaque éventuelle des colonies françaises du golfe de Guinée, ralliées au gouvernement de Vichy. Cependant le débarquement allié en Afrique du Nord provoqua le ralliement de ces colonies aux Alliés. Dès lors ce corps expéditionnaire devint inutile en Nigeria.
En février 1943, les meilleures unités, sans porteurs, quittèrent le Nigeria pour constituer un corps expéditionnaire de 8 000 hommes (dont 7 % d'officiers et sous-officiers européens) au Moyen-Orient (Égypte et Palestine) sous l'appellation « Troupes coloniales belges au Moyen-Orient » (TCBMO), initialement pour la garde de camps de prisonniers de guerre italiens et allemands et la surveillance de dépôts militaires. Ultérieurement il y fut rééquipé, ré-entraîné et rénové sur base des normes britanniques. Il devint alors le 1st Belgian Congo Brigade Group composé de 3 bataillons d'infanterie, une batterie d'artillerie antichar dotée du canon de 37 mm M3, une batterie antiaérienne de Bofors 40 mm, une compagnie du Génie, une compagnie Atelier et un hôpital de campagne, et ce dans l'optique d'une intervention sur un théâtre d'opération.
En avril 1944, le 3e bataillon contribua à réduire une mutinerie pro-communiste de la 1re brigade des forces armées grecques au Moyen-Orient.
Mais à la fin juillet 1944 la décision fut prise de ne pas l'employer sur le front européen et de le renvoyer au Congo belge. Cette décision serait due au trop faible taux d'encadrement européen de cette brigade au regard des critères de l'armée britannique,,. Dès lors 221 officiers, 326 sous-officiers et 36 auxiliaires féminines européens plus 7 238 soldats congolais rentrèrent au Congo belge sur trois bateaux (le premier quitta Haïfa le 24 septembre 1944, le deuxième partit de Suez le 8 octobre 1944 et le dernier départ eut lieu le 8 décembre 1944 de Port-Saïd). Début janvier 1945 les dernières unités arrivèrent à Matadi.
Le 22 février 1944, un hôpital de campagne de la FP composé de 26 européens et 343 Congolais (le 10th Belgian Congo Casualty Clearing Station) partit de Mombasa pour l'Inde puis la Birmanie en soutien médical à la 11e division d'infanterie (East Africa) envoyée combattre les Japonais. Début août 1944 cette division du XXXIII Corps quitta Imphal pour se diriger vers Sittaung et Kalewa sur la Chindwin. Fin septembre, à Yazagio dans la vallée de Kabaw, la division fut encerclée par des troupes nipponnes et les soldats de la FP protégeant l'hôpital furent accrochés par celles-ci. Ce fut la seule unité belge qui dut se battre contre des Japonais. Le 2 décembre 1944 la division prit Kalewa puis traversa la Chindwin. Mais le 2 janvier 1945 la division et son hôpital furent envoyés en repos en Inde, où elle se trouvait lors de la capitulation du Japon. Le 11 décembre 1945, l'hôpital de campagne fut rapatrié vers la colonie.
Le 1er janvier 1949 la Force Publique fut remise sur « pied de paix ».

### Après-guerre

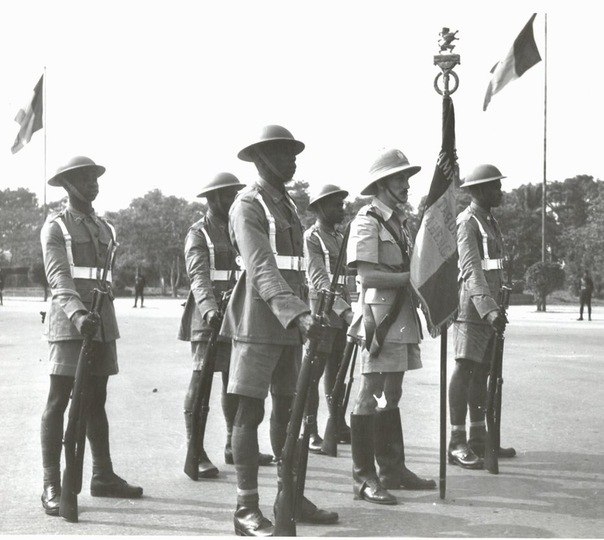
Force Publique à la fin des années 1940

Pour la période restante sous autorité belge, la Force publique poursuivit son double rôle de force militaire et de police :
- les troupes  campées  devaient assurer la défense de la colonie contre un ennemi extérieur potentiel. Elles disposaient de l'armement lourd et des blindés de reconnaissance M8 Greyhound.
- les troupes en  service territorial  assuraient le maintien de l'ordre dans le pays. En 1959[25], dix mois avant l'indépendance du Congo, ces dernières furent transformées en Gendarmerie.

La composante aérienne de la Force publique (Avi/Mil ou Avimil) basée principalement à l'aéroport de Ndolo à Léopoldville avait pour missions le transport de passagers et de marchandises, surtout des transports sanitaires, ainsi que des vols de liaison et de reconnaissance. Elle était équipée de différents types d'avions et d'hélicoptères de liaison non armés. Se sont ainsi succédé entre 1944 et 1960 :
- 7 Stampe SV-4b (V-40 à 46),
- 6 Airspeed AS.10 Oxford Mk.I (A-21 à 26),
- 6 Airspeed AS.65 Consul (C-31 à 36),
- 12 De Havilland DH.104 Dove (D-10 à 22),
- 1 De Havilland DH.114 Heron 2 (OO-CGG),
- 2 Sikorsky H-19 D (S-41 & 42),
- 2 Sikorsky S-55 (S-43 & 44),
- 3 Sud Aviation SE.3130 Alouette II (Artouste) (A-51 à 53),
- 3 Piper L-18C Super Cub (P-61 à 63) (prêt de l'aviation légère de l'armée terrestre belge).

Entre 1945 et 1960, la Belgique continua d'utiliser la Force publique comme un corps de police coupé du peuple, avec des unités mélangées comprenant au maximum 25 % de natifs d'un même district. Corps discipliné et exigeant, la Force publique impressionnait les visiteurs par son apparence soignée et sérieuse, mais entretenait une culture de ségrégation, encouragée par ses officiers belges[réf. nécessaire], qui conduisit à des tensions violentes dès l'indépendance proclamée en juin 1960. La chicotte elle-même ne fut abolie qu'en 1955.
Dans son autobiographie Le bataillon Léopard, Jean Schramme en dresse une image très romantique : 

"Je crois que c'était la plus belle armée d'Afrique [...] Essentiellement mobile, la Force Publique circulait sans cesse par toutes les pistes du Congo, vivant témoignage d'ordre, de justice et de discipline. Depuis 1886, elle n'avait connu que des jours de gloire. Une trentaine d'hommes, tous congolais, formaient un peloton. Ils étaient toujours recrutés dans d'autres provinces que celles où ils servaient pendant les trois, six ou neuf années de leur engagement. Ceux de Stanleyville, par exemple, venaient tous du Bakongo. Ils partaient pour deux ou trois semaines en opérations - des opérations toutes pacifiques - puis retrouvaient la base arrière où leur famille les attendait. À la tête de chaque peloton se trouvaient deux cadres blancs. Nous les retenions à dîner à la plantation, partageant une antilope ou un phacochère. Autour d'un feu de camp, les hommes fumaient des cigarettes et bavardaient, interminablement. Parfois, un chant indigène montait, dans la nuit africaine, couvrant un instant les bruits de la brousse. On entendait longtemps des rires qui se répondaient dans les ténèbres."
En 1953 l'effectif total de la Force publique était de 22 416 hommes et le contingent à recruter cette année là était de 3 788 hommes. En 1956 sur un contingent de recrutement de 3819 hommes, on comptait 1544 volontaires, 1426 rengagés et seulement 849 miliciens tirés au sort ou désignés par leur chef de tribu. Le 28 septembre 1959 une école d'adjudants fut créée et ouvrit ses portes à 9 gradés d'élites congolais qui, jusqu'à cette date, ne pouvaient dépasser le grade de 1er sergent-major. À l'indépendance, seuls 20 cadets africains étaient en écolage.

### Le Corps des volontaires européens (C.V.E.)
Bien que ne faisant pas partie de la Force publique, ce corps y était étroitement lié puisque ses armes et munitions étaient celles fournies et entreposées par celle-ci.
La conquête de l'Est africain allemand pendant la Première Guerre mondiale avait fortement dégarni les troupes destinées au maintien de l'ordre dans la colonie. Aussi par décret du 10 mai 1919 furent créés, dans certaines localités, des corps de volontaires européens pour aider, si nécessaire, la Force publique en cas de graves troubles ou de révoltes. Ces corps avaient le caractère d'une garde territoriale destinée à maintenir l'ordre dans les localités où ils étaient organisés.
Tout Européen résidant au Congo belge pouvait signer un engagement pour un, deux ou trois ans. S'il était agréé par la gouverneur de province, le volontaire recevait une instruction au maniement d'un Mauser de la Force publique et il allait le dimanche sur le champ de tir de celle-ci pour s'entraîner gratuitement au tir de 100 à 300 mètres. Le volontaire ne portait pas d'uniforme, mais en cas de réquisition il recevait un brassard bleu avec les lettres CV en jaune.
En 1957 le corps comptait 3 285 membres. Après l'indépendance du Congo ce corps ne put, vu ses effectifs et son armement, contrer la mutinerie de la plupart des unités de la Force publique. Il n'y eut principalement qu'au Katanga que les volontaires purent aider le cadre belge de la Force publique dans certaines actions pour contenir les mutins à Kolwezi, Mwadingusha, Shinkolobwe et Jadotville.

## Postindépendance
Le 5 juillet 1960, soit 5 jours après la proclamation de l'indépendance, des troupes de la Force publique stationnées près de Léopoldville se mutinèrent contre leurs officiers blancs et s'attaquèrent aussi à des civils européens ou congolais.
Des propos tenus aux soldats africains par le général belge Janssens, commandant la FP au camp principal des environs de Léopoldville, auraient été à l'origine de cette rébellion. Il leur aurait déclaré que l'indépendance n'apporterait aucun changement dans leur rôle ou statut. L'intention du général Janssens était avant tout de rappeler que la discipline devait être maintenue au sein de la Force publique, mais le discours fut compris comme une négation de l'indépendance nouvellement acquise. L'impact fut désastreux. L'insurrection provoqua une panique parmi la population civile d'origine européenne, essentiellement belge, et son retour massif vers l'Europe.

Le nouveau gouvernement perdit sa crédibilité en se montrant incapable de contenir les mutins et d'empêcher leurs exactions. Le 9 juillet 1960 ce qui restait de la Force publique fut rebaptisé Armée nationale congolaise (ANC), et son encadrement fut hâtivement africanisé au détriment de toute valeur opérationnelle. C'est ainsi que du jour au lendemain Victor Lundula, ancien adjudant de la Force publique, fut promu général et commandant en chef de l'ANC.
Cette flambée de violence conduisit immédiatement à une intervention de l'Armée belge pour assurer la sécurité de ses citoyens et plus généralement des Européens. Ce retour de l'ancienne puissance coloniale, sans l'accord du gouvernement congolais, se faisait en violation de la souveraineté nationale. La crise qui s'ensuivit vit la montée en puissance de Joseph Mobutu, un ancien sergent-major de la Force publique, qui avait été mis à la tête de l'armée par Patrice Lumumba, et devait prendre le pouvoir en 1965.

## Personnalités de la Force publique

### Commandants en chef de la Force publique
- Capitaine Camille Coquilhat (1885- ).
- Major Érasme Warnant (1905).
- Major Joseph Gomins (1906).
- Colonel Louis Paternoster (1907).
- Major Joseph Gomins (1908-1909).
- Major Alberic Bruneel (1909-1911).
- Général-major Auguste Marchant (1911-1916).
- Général-major Charles Tombeur (1916-1917).
- Général-major Armand Huygé (1917-1918).
- Colonel Philippe Molitor (1918-1919)
- Général-major Frederik Olsen (1920-1924).
- Lieutenant-général Paul Ermens (1925-1930 et 1941-1944).
- Lieutenant-général Léopold De Koninck (1930-1932).
- Colonel Servais (1932-1934).
- Lieutenant-colonel Lallemand (1934).
- Lieutenant-colonel Victor Olivet (1934-1935).

- Lieutenant-général Émile Auguste Hennequin (1935-1940).
- Lieutenant-général Auguste-Édouard Gilliaert (1940-1941 et 1944-1954).
- Lieutenant-général Émile Janssens (1954-1960).

### Autres militaires connus
Léon Rom, Guillaume Vankerckhoven, Philippe Brousmiche, Mathieu Pelzer, Kandolo, Yamba-Yamba, Lindsay Burke, Camille Coquilhat, Edmond Van der Meersch, Paul Ermens, Joseph Mobutu, Louis-François Vanderstraeten.